# فورد اروسپیس
فورد اروسپیس (انگلیسی: Ford Aerospace) شرکت هوافضا و صنایع جنگ‌افزاری آمریکایی است، که در سال ۱۹۵۸ توسط شرکت فورد تأسیس شد.